# Piłka ręczna na Igrzyskach Ameryki Południowej 2010
Turnieje piłki ręcznej na Igrzyskach Ameryki Południowej 2010 odbyły się w dniach 20–30 marca 2010 roku w kolumbijskim mieście Itagüí leżącym na przedmieściach gospodarza igrzysk, Medellín.
Była to trzecia edycja zawodów w piłce ręcznej w historii tej imprezy. Służyły one jednocześnie jako kwalifikacja do turnieju piłki ręcznej na Igrzyskach Panamerykańskich 2011.
Do zawodów mogły przystąpić jedynie liczące maksymalnie szesnastu zawodników reprezentacje zrzeszone przez ODESUR. Zostały one rozegrane w Coliseo Unidad Deportiva Ditaires w Itagüí. Zawody odbywały się systemem kołowym.
Zgodnie z systemem kwalifikacji do turnieju piłki ręcznej na Igrzyskach Panamerykańskich 2011, awans do niego uzyskiwały trzy najlepsze drużyny zawodów, kolejna otrzymywała natomiast szansę gry w dodatkowym turnieju kwalifikacyjnym.
W męskich zawodach triumfowali Brazylijczycy przed Argentyńczykami, w żeńskich natomiast kolejność była odwrotna – w decydującym o tytule spotkaniu Argentynki pokonały Brazylijki.

## Podsumowanie

### Klasyfikacja medalowa
| Klasyfikacja medalowa | Klasyfikacja medalowa | Klasyfikacja medalowa | Klasyfikacja medalowa | Klasyfikacja medalowa | Klasyfikacja medalowa |
| Miejsce               | Reprezentacja         | Złoto                 | Srebro                | Brąz                  | Razem                 |
| --------------------- | --------------------- | --------------------- | --------------------- | --------------------- | --------------------- |
| 1                     | Argentyna             | 1                     | 1                     | 0                     | 2                     |
| 1                     | Brazylia              | 1                     | 1                     | 0                     | 2                     |
| 3                     | Chile                 | 0                     | 0                     | 1                     | 1                     |
| 3                     | Urugwaj               | 0                     | 0                     | 1                     | 1                     |
| Razem                 | Razem                 | 2                     | 2                     | 2                     | 6                     |

### Medaliści
| Konkurencja | 1. miejsce | 2. miejsce | 3. miejsce |
| ----------- | ---------- | ---------- | ---------- |
| Mężczyźni   | Brazylia   | Argentyna  | Chile      |
| Kobiety     | Argentyna  | Brazylia   | Urugwaj    |

## Turniej mężczyzn

### Mecze
| 26 marca 201017:00 | Argentyna | 38:22(21:8) | Urugwaj | Coliseo Unidad Deportiva Ditaires, Itagüí |
| 26 marca 201017:00 |           | 38:22(21:8) |         | Coliseo Unidad Deportiva Ditaires, Itagüí |

| 26 marca 201019:00 | Brazylia | 40:20(19:10) | Kolumbia | Coliseo Unidad Deportiva Ditaires, Itagüí |
| 26 marca 201019:00 |          | 40:20(19:10) |          | Coliseo Unidad Deportiva Ditaires, Itagüí |

| 27 marca 201017:00 | Brazylia | 38:19(18:9) | Urugwaj | Coliseo Unidad Deportiva Ditaires, Itagüí |
| 27 marca 201017:00 |          | 38:19(18:9) |         | Coliseo Unidad Deportiva Ditaires, Itagüí |

| 27 marca 201019:00 | Argentyna | 28:24(15:14) | Chile | Coliseo Unidad Deportiva Ditaires, Itagüí |
| 27 marca 201019:00 |           | 28:24(15:14) |       | Coliseo Unidad Deportiva Ditaires, Itagüí |

| 28 marca 201017:00 | Urugwaj | 24:24(11:11) | Chile | Coliseo Unidad Deportiva Ditaires, Itagüí |
| 28 marca 201017:00 |         | 24:24(11:11) |       | Coliseo Unidad Deportiva Ditaires, Itagüí |

| 28 marca 201019:00 | Argentyna | 39:18(20:5) | Kolumbia | Coliseo Unidad Deportiva Ditaires, Itagüí |
| 28 marca 201019:00 |           | 39:18(20:5) |          | Coliseo Unidad Deportiva Ditaires, Itagüí |

| 29 marca 201017:00 | Brazylia | 38:23(20:11) | Chile | Coliseo Unidad Deportiva Ditaires, Itagüí |
| 29 marca 201017:00 |          | 38:23(20:11) |       | Coliseo Unidad Deportiva Ditaires, Itagüí |

| 29 marca 201019:00 | Urugwaj | 33:25(17:12) | Kolumbia | Coliseo Unidad Deportiva Ditaires, Itagüí |
| 29 marca 201019:00 |         | 33:25(17:12) |          | Coliseo Unidad Deportiva Ditaires, Itagüí |

| 30 marca 201010:00 | Chile | 37:25(19:15) | Kolumbia | Coliseo Unidad Deportiva Ditaires, Itagüí |
| 30 marca 201010:00 |       | 37:25(19:15) |          | Coliseo Unidad Deportiva Ditaires, Itagüí |

| 30 marca 201012:00 | Brazylia | 30:28(11:10) | Argentyna | Coliseo Unidad Deportiva Ditaires, Itagüí |
| 30 marca 201012:00 |          | 30:28(11:10) |           | Coliseo Unidad Deportiva Ditaires, Itagüí |

### Klasyfikacja końcowa
| Miejsce | Reprezentacja | Uwagi                          |
| ------- | ------------- | ------------------------------ |
| złoto   | Brazylia      | awans: IP 2011                 |
| srebro  | Argentyna     | awans: IP 2011                 |
| brąz    | Chile         | awans: IP 2011                 |
| 4       | Urugwaj       | awans: kwalifikacje do IP 2011 |
| 5       | Kolumbia      | -                              |

## Turniej kobiet

### Mecze
| 20 marca 201016:00 | Argentyna | 37:27(18:13) | Chile | Coliseo Unidad Deportiva Ditaires, Itagüí |
| 20 marca 201016:00 |           | 37:27(18:13) |       | Coliseo Unidad Deportiva Ditaires, Itagüí |

| 20 marca 201018:00 | Brazylia | 37:17(16:9) | Urugwaj | Coliseo Unidad Deportiva Ditaires, Itagüí |
| 20 marca 201018:00 |          | 37:17(16:9) |         | Coliseo Unidad Deportiva Ditaires, Itagüí |

| 20 marca 201020:00 | Paragwaj | 36:16(19:8) | Kolumbia | Coliseo Unidad Deportiva Ditaires, Itagüí |
| 20 marca 201020:00 |          | 36:16(19:8) |          | Coliseo Unidad Deportiva Ditaires, Itagüí |

| 21 marca 201016:00 | Urugwaj | 25:20(11:7) | Paragwaj | Coliseo Unidad Deportiva Ditaires, Itagüí |
| 21 marca 201016:00 |         | 25:20(11:7) |          | Coliseo Unidad Deportiva Ditaires, Itagüí |

| 21 marca 201018:00 | Brazylia | 42:19(25:6) | Chile | Coliseo Unidad Deportiva Ditaires, Itagüí |
| 21 marca 201018:00 |          | 42:19(25:6) |       | Coliseo Unidad Deportiva Ditaires, Itagüí |

| 21 marca 201020:00 | Argentyna | 49:11(23:3) | Kolumbia | Coliseo Unidad Deportiva Ditaires, Itagüí |
| 21 marca 201020:00 |           | 49:11(23:3) |          | Coliseo Unidad Deportiva Ditaires, Itagüí |

| 22 marca 201016:00 | Brazylia | 41:20(21:11) | Paragwaj | Coliseo Unidad Deportiva Ditaires, Itagüí |
| 22 marca 201016:00 |          | 41:20(21:11) |          | Coliseo Unidad Deportiva Ditaires, Itagüí |

| 22 marca 201018:00 | Argentyna | 31:21(20:11) | Urugwaj | Coliseo Unidad Deportiva Ditaires, Itagüí |
| 22 marca 201018:00 |           | 31:21(20:11) |         | Coliseo Unidad Deportiva Ditaires, Itagüí |

| 22 marca 201020:00 | Chile | 42:15(23:7) | Kolumbia | Coliseo Unidad Deportiva Ditaires, Itagüí |
| 22 marca 201020:00 |       | 42:15(23:7) |          | Coliseo Unidad Deportiva Ditaires, Itagüí |

| 23 marca 201016:00 | Urugwaj | 28:24(17:8) | Chile | Coliseo Unidad Deportiva Ditaires, Itagüí |
| 23 marca 201016:00 |         | 28:24(17:8) |       | Coliseo Unidad Deportiva Ditaires, Itagüí |

| 23 marca 201018:00 | Argentyna | 32:17(16:8) | Paragwaj | Coliseo Unidad Deportiva Ditaires, Itagüí |
| 23 marca 201018:00 |           | 32:17(16:8) |          | Coliseo Unidad Deportiva Ditaires, Itagüí |

| 23 marca 201020:00 | Brazylia | 56:11(27:4) | Kolumbia | Coliseo Unidad Deportiva Ditaires, Itagüí |
| 23 marca 201020:00 |          | 56:11(27:4) |          | Coliseo Unidad Deportiva Ditaires, Itagüí |

| 24 marca 201016:00 | Chile | 40:19(16:7) | Paragwaj | Coliseo Unidad Deportiva Ditaires, Itagüí |
| 24 marca 201016:00 |       | 40:19(16:7) |          | Coliseo Unidad Deportiva Ditaires, Itagüí |

| 24 marca 201018:00 | Urugwaj | 36:19(14:10) | Kolumbia | Coliseo Unidad Deportiva Ditaires, Itagüí |
| 24 marca 201018:00 |         | 36:19(14:10) |          | Coliseo Unidad Deportiva Ditaires, Itagüí |

| 24 marca 201020:00 | Argentyna | 22:19(12:7) | Brazylia | Coliseo Unidad Deportiva Ditaires, Itagüí |
| 24 marca 201020:00 |           | 22:19(12:7) |          | Coliseo Unidad Deportiva Ditaires, Itagüí |

### Klasyfikacja końcowa
| Miejsce | Reprezentacja | Uwagi                          |
| ------- | ------------- | ------------------------------ |
| złoto   | Argentyna     | awans: IP 2011                 |
| srebro  | Brazylia      | awans: IP 2011                 |
| brąz    | Urugwaj       | awans: IP 2011                 |
| 4       | Chile         | awans: kwalifikacje do IP 2011 |
| 5       | Paragwaj      | -                              |
| 6       | Kolumbia      | -                              |